# Лъв XIV
Лъв XIV (на латински: Leo PP. XIV), с рождено име Ро̀бърт Фра̀нсис Прѐвост (на английски: Robert Francis Prevost), е 267-ият папа на Католическата църква и суверен на Ватикана от 8 май 2025 г.
Роден в Чикаго, Илинойс, САЩ, Превост прекарва началото на кариерата си там, работейки за августинците. От 1985 до 1986 г. и от 1988 до 1998 г. служи в Перу като енорийски свещеник, служител в епархията, преподавател в семинария и администратор. От 2001 до 2013 г. е генерален настоятел на Ордена на Свети Августин, а от 2015 до 2023 г. е епископ на Чиклайо в Перу. През 2023 г. заема постовете префект на Дикастерията за епископите и председател на Папската комисия за Латинска Америка. През същата година папа Франциск провъзгласява Превост за кардинал.
На 8 май 2025 г. е избран за папа и приема папското име Лъв XIV. Той е първият папа от Съединените щати и Перу, и вторият от Западното полукълбо.

## Ранен живот
Робърт Франсис Превост е роден в Чикаго на 14 септември 1955 г., син на Луис Мариус Превост и Милдред Мартинес. Баща му, ветеран от ВМС на Съединените щати през Втората световна война и училищен администратор, е с френски и италиански произход, а майка му – с испански произход. Като дете Превост е служил като олтарник в църквата „Св. Успение Богородично“ в южната част на Чикаго. Завършва средното си образование в малката семинария на Ордена на Свети Августин през 1973 г. През 1977 г. получава бакалавърска степен по математика от университета Виланова.
След като решава да стане свещеник, Превост се присъединява към Ордена на Свети Августин през септември 1977 г. Полага първите си обети през септември 1978 г., а тържествените – през август 1981 г. На следващата година получава магистърска степен по богословие от Католическия теологически съюз в Чикаго.

## Личен живот
Превост говори английски, испански, италиански, френски и португалски език и може да чете на латински и немски.

## Папство
На 8 май 2025 г., на втория ден от папския конклав през 2025 г., Превост става първият папа от Северна Америка. Той приема папското име Лъв XIV.

## Възгледи

### Хомосексуалност
През 2012 г. тогавашният епископ Превост изразява съжаление, че популярната култура насърчава „симпатии към вярвания и практики, които са в противоречие с Евангелието“, като посочва „хомосексуалния начин на живот“ и „алтернативните семейства, съставени от еднополови партньори и осиновените им деца“.

### Ръкоположение на жени
Папа Лъв XIV исторически се противопоставя на ръкополагане на жени за дякони, като твърди, че това „не решава непременно никакъв проблем“ и може да доведе до нови предизвикателства. Коментирайки назначението от папа Франциск на три жени в Дикастерията за епископи през 2023 г., той отбеляза, че техните гледни точки често съвпадат с тези на другите членове, но могат и да допринесат с ценни нови перспективи.

### Бежанци
Като кардинал, Превост изразява подкрепа за бежанците.

### Джендър
Кардинал Превост се противопоставя на включването на учебно съдържание, свързано с „преподаване на теми за пола/джендъра в училищата“ в Перу, заявявайки, че „пропагандирането на джендърната идеология е объркващо, защото се стреми да създава полове, които не съществуват“.